# Rurenge
Rurenge ist ein Sektor innerhalb des Distrikts Ngoma in der Ostprovinz von Ruanda.

## Geographie
Rurenge hat eine Fläche von 65,2 km² und liegt auf einer Höhe von etwa 1350 m. Der Sektor setzt sich aus den sechs Zellen Akagarama, Muhurire, Musya, Rugese, Rujambara und Rwikubo zusammen. Nachbarsektoren innerhalb des Distrikts sind im Norden Remera, im Südosten Kibungo, im Süden Kazo, im Südwesten Gashanda und im Westen Karembo.

## Bevölkerung
Nach Stand der Volkszählung von 2022 liegt die Einwohnerzahl bei 33.391. Zehn Jahre zuvor waren es 28.555, was einem jährlichen Bevölkerungszuwachs von 1,6 Prozent zwischen 2012 und 2022 entspricht.